# Mellfizika
A videójátékokban a mellfizika olyan funkció, melynek hála mozoghatnak a női mellek, néha eltúlzott vagy természetellenes módon.

## Története
Az első olyan videójáték, melyben a mellfizika jelentősebb hangsúlyt kapott a Fatal Fury 2 (1992) verekedős játék volt, melyben Siranui Mainak észrevehetően himbálózó mellei vannak. Azóta a hangsúlyos mellfizika számos verkedős játék egyik alappillére maradt, valószínűleg részben azért is, mivel ezekben a játékokban kevesebb szereplőmodellt kell egyszerre megjeleníteni, így marad erőforrás a szereplők részletesebb animálására. A Dead or Alive sorozat (1996–) kifejezetten a harcosok mozdulatainak és a mellek mozgásának konvenciókhoz nem ragaszkodó fizikájával lett azonosítva.
Alkalmakként a verekedős játékok ezen aspektusa nagyobb figyelmet is kapott, így például amikor a 2015-ös Street Fighter V-ban Csunli mellei nagy vízi léggömbökként mozogtak a szereplőválasztó képernyőn, ha a második játékos őt választotta. Ugyan ezt a média még a játék megjelenése előtt is kiemelte, azonban a megjelent verzióban továbbra is megtalálható volt. A játék kiadója, a Capcom később programhibának nyilvánította, majd egy javítófolttal eltávolította ezt a játékból.
Jenn Frank író a videójátékokban szereplő nagy, himbálózó mellek hatására indította el 2013-ban a Boob Jam game jamet. A kezdeményezés célja az volt, hogy olyan játékok készüljenek, melyekben a női mellek olyan aspektusával foglalkoznak, melyek figyelmen kívül hagyják, hogy azok „szexik és jó őket bámulni”.

## Technológia
A háromdimenziós grafikájú játékoknál a szereplőmodellek „ízületekkel” összekötött „csontokból” álló vázból állnak, melyet textúrázott poligonokból álló „bőrrel” borítanak. Ezek a virtuális csontok nem feltétlenül felelnek meg a valódi csontoknak, azonban akármi, így például a mellek megmozgatásához is szükség van rájuk. A mellek és más testrészek megmozgatásához a videójátékanimátorok a játék motorjának fizikai szabályai szerint megmozgatják a csontokat összekötő ízületeket.
A legtöbb háromdimenziós játék esetlben a mellek mozgásának elérése érdekében „rugókat” tesznek a mellek csontjaira, aminek hatására a mellek himbálózni kezdenek a csontváz többi részének mozgásának hatására. Ezen rugók elhelyezkedése és erőssége határozza meg a mellek himbálózásának mértékét. Alternatív megoldásként a mellek mozgását egy egyedileg írt program is szabályozhatja, azonban ez időigényesebb megoldás és emiatt ritkábban is alkalmazzák, mint a rugós megoldást, amely a legtöbb játékmotor részét képezi.

## Természetellenes mellfizika
Számos videójátékban természetellenesnek vagy eltúlzottnak ható mellmozgások szerepelnek. Ez a „rugórendszer” korlátaiból is adódhat, mely inkább merev testek és nem a mellekhez hasonló puha tárgyak animálásához való. Néhány játékban azonban az eltúlzott mellfizika teljesen szándékos. Ennek oka lehet az, hogy azért növelik meg a himbálózási effektust, hogy az egyhelyben álló szereplőknél is jobban lehessen látni a mozgást, ami viszont azt eredményezheti, hogy a szereplő mozgása közben a mellei vadul eltúlzott módon mozognak.
Tim Dawson játékfejlesztő szerint ha egy videójátékban természetellenesnek ható mellmozgások kaptak helyet, „az azért történt, mivel valaki azt akarta, hogy úgy nézzenek ki”. Nem csak a mellek, de egyéb testrészek, így például a férfiak izmai is gyakran nem szándékosan eltúzottnak vagy irreálisan jelennek meg a videójátékokban.

## Játékok, melyeket a szaksajtó kiemelt a természetellenes mellfizikájájuk miatt
A következő címek olyan játékok közé tartoznak, melyeknek a szaksajtó kiemelte a természetellenes mellfizikáját.
- Fatal Fury 2, verekedős játék (1992)[6]
- Mortal Kombat, verekedős játék-sorozat (1992–)[6]
- The King of Fighters, verekedős játék-sorozat (1994–)[6]
- Soulcalibur, verekedős játék-sorozat (1995–)[6]
- Dead or Alive, verekedős játék-sorozat (1996–).[6] A himbálózást a Dead or Alive 6-ben visszafogták, mivel egy új, „természetes” fizikai motort használ[7]
- Ready 2 Rumble Boxing, sportjáték (1999)[6]
- Conker’s Bad Fur Day, platformjáték (2001), melyben a melleket ugródeszkaként lehet használni[6]
- Resident Evil, akciójáték (2002/2015)[8]
- Dead or Alive Xtreme Beach Volleyball, sportjáték (2003)[6]
- Ninja Gaiden Sigma 2, akciójáték (2009), melyben a játékosok irányíthatják a mellek mozgását[6]
- Lightning Returns: Final Fantasy XIII, szerepjáték (2009)[9]
- Skullgirls, verekedős játék (2012)[6]
- Metal Gear Solid V: The Phantom Pain, akciójáték (2015)[10]

### Játékok, melyeket a sajtó kiemelt a mellfizikájuk miatt
- Fortnite Battle Royale (2017), egy 2018 szeptemberében megjelent szereplőmodell mellfizikával rendelkezett. A fejlesztő, az Epic Games később eltávolította azt és „kínos és nem szándékos” hibának nevezte azt.[11]
- Conan Exiles (2017), lehetőséget ad a játékosoknak a női szereplők mell- és a férfi szereplők péniszméretének beállításához. A méret befolyással van a testrészek himbálózásának mértékére.[12][13]

## Fordítás
- Ez a szócikk részben vagy egészben  a   Breast physics című angol Wikipédia-szócikk ezen változatának fordításán alapul.  Az eredeti cikk szerkesztőit annak laptörténete sorolja fel. Ez a jelzés csupán a megfogalmazás eredetét és a szerzői jogokat jelzi, nem szolgál a cikkben szereplő információk forrásmegjelöléseként.